# Forenzika
Forenzika je skupno ime za znanje iz različnih strok, ki prispevajo k razkrivanju kaznivih dejanj. Beseda izhaja iz  latinskega pridevnika forensis, ki je v Starem Rimu označeval vse, kar se je nanašalo na obravnavo v forumu. V rimskih časih so sodne obravnave potekale na glavnem trgu (forumu).
Groba praktična delitev forenzičnih dejanj obsega:
- kriminalistične raziskave v ožjem smislu, ki se ukvarjajo s preučevanjem materialnih sledi kaznivih dejanj, in
- sodno-medicinske raziskave, ki se ukvarjajo s preučevanjem sledi kaznivih dejanj na ljudeh, preživelih ali umrlih.

Tej delitvi ustreza praktična organizacija raziskave kaznivih dejanj, ki poteka kot kriminalistična preiskava na terenu, zaslišanji udeležencev in prič ter raziskave materialnih sledi v kriminalističnih (forenzičnih) in sodno-medicinskih laboratorijih.